# Rażniów
Rażniów (ukr. Ражнів) – wieś na Ukrainie w rejonie złoczowskim należącym do obwodu lwowskiego.
Do 2020 w rejonie brodzkim.